# Sävstaås IP

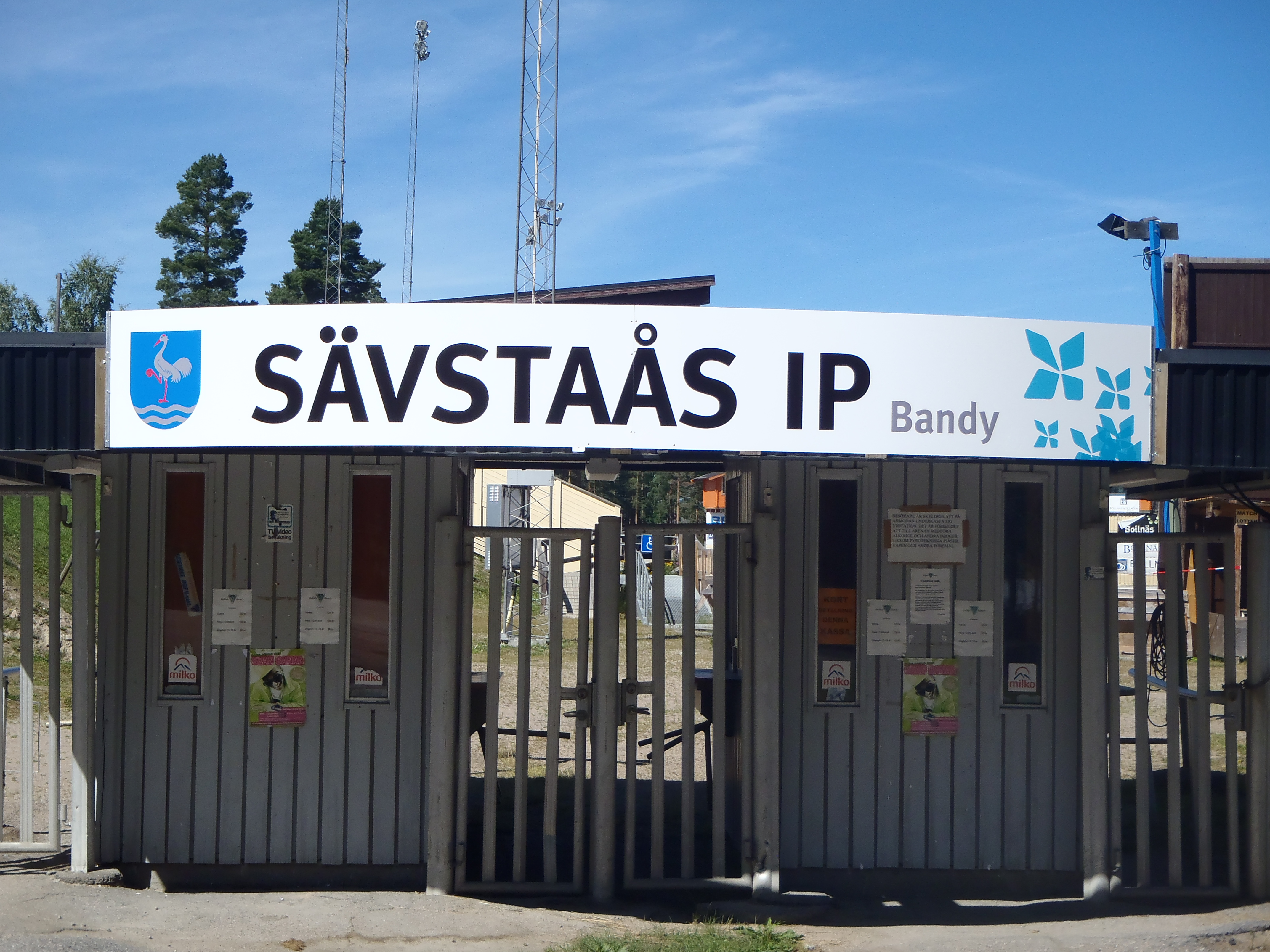
Porten till Säfstaås IP i augusti 2013.

Sävstaås IP är en idrottsplats i Bollnäs i Sverige, som 2023 används för ishockey, konståkning, fotboll och friidrott. Bandybanan, som tidigare var hemmaplan för Bollnäs GIF, invigdes inför säsongen 1973–1974 och isbanan blev konstfrusen år 1984. Före 1973 hade Bollnäs GIF spelat sina hemmamatcher i bandy på Långnäs IP. Bandybanan revs 2022, för att senare ge plats åt en ny konstgräsplan för fotbollen i Bollnäs Kommun. På anläggningen finns även Bollnäs ishall, som är hemmaarena åt Bollnäs IS, Ishallen invigdes under 1979. Bollnäs Ishall var värd för matcher under Juniorvärldsmästerskapet i ishockey 1993.
Publikrekordet på Sävstaås IP bandybana noterades den 26 december 2000 då 8 151 åskådare kom dit för att beskåda när Bollnäs GIF mötte Edsbyns IF i annandagsmatch i Bandyallsvenskans norrgrupp. På ena sidan finns en större läktare med tak där hemmalagets supportrar står, medan bortalagets supportrar brukar hänvisas till att ställa sig på andra sidan, där tak saknas.
Sävstaås IP är hemmaarena för Bollnäs GIF Fotboll. Under 2023 flyttar fotbollen sin arena från gräsplanen där friidrotten håller till, till den ombyggda gamla bandybanan med en publikkapacitet på 3 500 åskådare.
Inför säsongen 2022–2023 flyttade Bollnäs GIF:s bandylag in i SBB Arena.